# Flaggen, Wimpel und Wappen der Provinzen der Niederlande
Diese Liste zeigt und erläutert die Flaggen, Wimpel und Wappen der niederländischen Provinzen.

## Gestaltung
Die zwölf Provinzen führen alle eigene Flaggen, die mit Ausnahme von Zuid-Holland und Noord-Brabant alle moderne Entwürfe sind.
Daneben führen alle Provinzen noch einen Wimpel, der in den Farben der jeweiligen Provinz gestaltet ist.

## Liste
| Provinz       | Wappen | Flagge | Wimpel | Anmerkungen |
| ------------- | ------ | ------ | ------ | --- |
| Drenthe       |        |        |        | Weiß und Rot sind die Farben des früheren Herrschers, des Erzbischofs von Utrecht. Die schwarze Burg und die roten Sterne erinnern an den Aufstand von Coevorden gegen den Erzbischof.                                                                                   |
| Flevoland     |        |        |        | Blau steht für das IJsselmeer, dem Land für die Provinz abgewonnen wurde. Grün steht für die Vegetation und Gelb für die Kornfelder. Die Lilie stammt aus dem Wappen des Wasserbauingenieurs Cornelis Lely, der die Pläne für die Trockenlegung des IJsselmeers entwarf. |
| Fryslân       |        |        |        | Die Flagge basiert auf der der Könige von Friesland im 15. Jahrhundert, wobei die Farben die gleichen sind wie auf der Flagge der Niederlande . Die Streifen und die Seeblätter repräsentieren die Distrikte Frieslands.                                                 |
| Gelderland    |        |        |        | Die Farben leiten sich vom Provinzwappen ab, in dem die Löwenwappen von Geldern und Jülich kombiniert sind. |
| Groningen     |        |        |        | Die Flagge kombiniert Grün und Weiß der Stadt Groningen mit Rot und Blau der Ommelande . |
| Limburg       |        |        |        | Der rote Löwe stammt vom Wappen des Herzogtums Limburg. Weiß und Gelb sind den örtlichen Wappen entnommen, der schmale blaue Streifen steht für die Maas, die durch die Provinz fließt.                                                                                  |
| Noord-Brabant |        |        |        | Die Flagge leitet sich von den Farben des Herzogtums Brabant ab und ähnelt der Flagge der belgischen Provinz Antwerpen , die allerdings mehr als zwei Farben hat. |
| Noord-Holland |        |        |        | Die Flagge leitet sich aus den Farben des Provinzwappens ab, das sich aus den Wappen Hollands und West-Frieslands zusammensetzt. |
| Overijssel    |        |        |        | Die gelben und roten Streifen erinnern an die frühere Assoziation der Provinz mit Holland. Die blaue Welle in der Mitte steht für die IJssel, nach der die Provinz benannt ist.                                                                                          |
| Utrecht       |        |        |        | Der Erzbischof von Utrecht benutzte seit 1528 eine rote Flagge mit einem weißen Kreuz. Die erzbischöfliche Flagge ist noch in der Gösch der modernen Flagge. Der Untergrund ist in den traditionellen Farben der Provinz.                                                |
| Zeeland       |        |        |        | Die Flagge von Zeeland trägt in der Mitte das Wappen der Provinz. Die wellenförmigen blauen und weißen Streifen stehen für das Meer und die Bemühungen, es in Zaum zu halten. Aus dem Wasser steigt ein triumphierender Löwe.                                            |
| Zuid-Holland  |        |        |        | Die Flagge ist ein Banner vom Wappen von Holland und wurde 1986 in dieser Form anstelle des einfachen Dreibandes aus Gelb-Rot-Gelb eingeführt. |

### Besondere Gemeinden
- Flagge Bonaires
- Flagge von Sint Eustatius
- Flagge Sabas

### Teilstaaten des Königreichs der Niederlande
- Flagge Arubas
- Flagge von Curaçao
- Flagge Sint Maartens